# Coldrey
Coldrey var en civil parish från 1858 till 1932 då den blev en del av Bentley, i grevskapet Hampshire, i England. Civil parish var belägen 7 km från Alton och hade 21 invånare år 1931.